# 2008年3月臺灣
| << | 2008年3月 （民國97年） | >> |    |    |    |    |
| \| 日 \| 一 \| 二 \| 三 \| 四 \| 五 \| 六 \| \| \| \| \| \| \| \| 1 \| \| 2 \| 3 \| 4 \| 5 \| 6 \| 7 \| 8 \| \| 9 \| 10 \| 11 \| 12 \| 13 \| 14 \| 15 \| \| 16 \| 17 \| 18 \| 19 \| 20 \| 21 \| 22 \| \| 23 \| 24 \| 25 \| 26 \| 27 \| 28 \| 29 \| \| 30 \| 31 \| \| \| \| \| \| |                        |    |    |    |    |    |
| 臺灣新聞動態／維基新聞 |                        |    |    |    |    |    |
| 世界／中国大陆／臺灣 |                        |    |    |    |    |    |
| 日 | 一                     | 二 | 三 | 四 | 五 | 六 |
| |                        |    |    |    |    | 1  |
| 2 | 3                      | 4  | 5  | 6  | 7  | 8  |
| 9 | 10                     | 11 | 12 | 13 | 14 | 15 |
| 16 | 17                     | 18 | 19 | 20 | 21 | 22 |
| 23 | 24                     | 25 | 26 | 27 | 28 | 29 |
| 30 | 31                     |    |    |    |    |    |

## 3月28日
- 中華民國經濟部宣佈，將以5年時間全面汰換白熾燈泡，2008年底前將公告全面禁止製造、進口、銷售白熾燈，2009年公家機關也將先全面禁用白熾燈LEDinside。

## 3月27日
- 第12任正副總統當選人馬英九、蕭萬長，於今日下午在展開「請益之旅」，首站前往拜會前總統李登輝，針對國政事務進行會談。此次也是李馬兩人八年來的首次會面。蕃薯藤新聞─中央社（页面存档备份，存于）自由時報（页面存档备份，存于）

## 3月26日
- 第12任總統候選人兼民進黨代理主席謝長廷，在今日召開的例行中常會上宣布辭去黨主席職務，並針對民進黨的敗選提出數項改革建議。蕃薯藤新聞─中央社（页面存档备份，存于）

## 3月25日
- 美國國防部在定期記者會中表示，四個裝有義勇兵洲際彈道飛彈引信的箱子，前年秋天被誤裝為聯勤訂購的直升機電池而被運到台灣。美國方面在台灣駐外單位的協助下，已於日前取回這批引信。台灣國防部也同步證實此事。自由時報

## 3月24日
- 總統當選人馬英九的妻子周美青，在總統大選後的首個上班日，如以往一樣搭乘公車上班。由於周美青已具有準第一夫人的身分，國安局維安人員開始進行貼身保護，但其生活作息仍暫時維持正常。自由時報中國時報
- 台北匯市在總統大選後的首個交易日，新台幣兌換美元匯率升值3.21角，以30.229元作收，創下十年半以來新高紀錄。蕃薯藤新聞─中廣（页面存档备份，存于）
- 臺北縣淡水鎮發生一件集體謀財害命案。在淡水經營民宿的李憲璋，涉嫌夥同手下囚禁凌虐遊民、並帶往中國大陸謀財害命後，詐領事前投保的鉅額保險金。刑事局今日從民宿頂樓，救出五名瘦弱的遊民，並逮捕李嫌及三名共犯。自由時報中國時報

## 3月23日
- 第12任正副總統當選人馬英九、蕭萬長於台北市青少年育樂中心舉行國際記者會。關於各界矚目的兩岸關係，馬英九呼籲北京當局，台灣人民可選自己的總統、國會，「希望北京領導人謹記在心」，絕對不要把台灣視同西藏及香港，唯有和平對等，才能化解兩岸僵局。中國時報自由時報（页面存档备份，存于）

## 3月22日
- 第12任總統、副總統選舉暨全國性公民投票第5、6案舉行投開票，中國國民黨籍候選人馬英九、蕭萬長以超過765萬票、58.45%的得票率擊敗民主進步黨候選人謝長廷、蘇貞昌，當選第12任正副總統；同日舉行之入聯、返聯公投因投票率僅約36%，均遭否決。蕃薯藤新聞─中央社（页面存档备份，存于）

## 3月21日
- 中央選舉委員會對明日舉行的第12任總統、副總統選舉暨全國性公民投票第5、6案進行計票總預演，預計明晚9時30分可宣布選舉與公投結果。中央選舉委員會主任委員張政雄預估，這次總統大選的投票率約為75%，可能低於2004年總統大選的八成投票率。中國時報

## 3月20日
- 立法院民進黨黨團上午召開記者會，出示黨團所掌握的國民黨內部文件，內容揭示國民黨將在總統大選當日實施「票櫃奇兵」及「藍鷹專案」計畫，以防止選情被謝長廷陣營逆轉，預計將花費新台幣3億元預算。民進黨團內多位立委隨後前往台北地檢署，遞狀控告馬英九陣營涉嫌期約賄選；國民黨方面則強調兩項固票計劃並不違法，其主要目的是防止選舉出現「奧步」。蕃薯藤新聞─中央社（页面存档备份，存于）中時電子報

## 3月19日
- 郵政儲金發生掏空爭議。台灣郵政公司前董事劉政池出面指出，台郵投入資金投資有掏空疑慮的陽信銀行，但在2008年1月出現改制公司以來最大的新台幣36億元虧損額，而台郵董事會附設的資金運用監督小組欲進行調查時，遭到兼代台郵董事長的交通部次長何煖軒裁示「緩議」，而監督小組在3月即被裁撤，身為召集人的劉政池也被解除董事一職。而台灣郵政公司在同日坦承金援陽信銀行案屬實。中國時報１２

## 3月18日
- 資深藝人江霞在苗栗縣苑裡鎮的民進黨正副總統候選人長昌配的造勢大會中，公開批評海外回國支持馬英九的藝人，並說出「不用把他們當人看」的話語。媒體大幅報導此消息後，立即遭到馬英九陣營批評撕裂族群；江霞則表示媒體曲解其談話內容，但她不會對此提出告訴。中國時報PChome新聞─中央社１２

## 3月17日
- 中央選舉委員會對於即將與總統選舉合併舉行的入聯返聯公投案作出決議，選民在領取公投票時，將要求選務工作人員以「是不是兩張都領？」的標準用語詢問，以避免影響選民的領投票意象。而選民如果把選舉票和公投票投錯票匭，仍一律算有效票。中國時報

## 3月16日
- 教育部主任秘書莊國榮在台中市參加民進黨「百萬人擊掌逆轉勝」活動時，使用髒話批評馬英九已故父親馬鶴凌，引發各界批評聲浪。莊國榮在稍後請辭教育部主任秘書職務，並獲部長杜正勝批准。中國時報

## 3月15日
- 從今日凌晨起，中山高速公路大安溪橋以南至楠梓交流道路段，最高速限放寬為時速110公里；北宜高速公路雪山隧道路段的最高速限，也同時由時速70公里調高至80公里。自由時報
- 台灣高鐵公司宣布台灣高鐵自通車以來規模最大的票價優惠方案。從3月31日至6月30日止，週一至週四（國定例假日、連續假期前一日及特定公告日除外）搭乘高鐵各班次，除現行的優惠價外再打八折。依此優惠方案，台北至左營自由座僅1070元，直逼台鐵自強號台北至高雄票價。自由時報１２中國時報蘋果日報

## 3月14日
- 2008年夏季奧運棒球世界區資格賽第七日（最後一日）賽事，台灣/中華對南韓之戰於台中洲際棒球場舉行。中華隊雖從3局上起派出救援投手張誌家，並成功壓制南韓打者火力，終場仍以3:4不敵南韓，最終在資格賽以5勝2敗的成績排名第3。PChome新聞─中央社（页面存档备份，存于）中國時報１２自由時報
- 立法委員費鴻泰在立法院召開記者會，宣佈退出國民黨，以對3月12日爆發的長昌總部衝突事件負責。費鴻泰並宣稱，如果因此事件而造成國民黨總統候選人馬英九落選，他不排結束自己的生命。蕃薯藤新聞─中央社（页面存档备份，存于）中國時報[永久]自由時報

## 3月13日
- 2008年夏季奧運棒球世界區資格賽第六日賽事，台灣/中華以4:0完封南非，取得資格賽第五勝。但中華隊打擊火力減弱，全場僅敲出五支安打。PChome新聞─中央社（页面存档备份，存于）

## 3月12日
- 2008年夏季奧運棒球世界區資格賽第五日賽事，台灣/中華在斗六棒球場迎戰澳洲，中華隊投手陽建福完投九局，壓制澳洲隊打擊火力，終場以5:0完封澳洲。中華隊再勝一場即可取得北京奧運參賽資格。蕃薯藤新聞─中央社[]
- 國民黨籍立法委員費鴻泰、陳、羅明才、羅淑蕾等人，下午前往民進黨正副總統候選人謝長廷蘇貞昌競選總部，質疑其違法使用向第一金控租用大樓的部分空間，引發謝陣營支持者抗議，兩方人馬爆發衝突。對此事件，國民黨籍總統候選人馬英九在第一時間表示歉意，國民黨中央則表示將在隔日公開向外界致歉。蕃薯藤新聞─中央社１（页面存档备份，存于）２（页面存档备份，存于）３（页面存档备份，存于）

## 3月11日
- 馬紹爾群島共和國總統湯敏彥（H.E. Litokwa Tomeing）今日在立法院發表演講，重申支持台灣加入聯合國與其他相關國際組織的決心。湯敏彥同時也是第三位在立法院演講的現任外國元首。PChome新聞─中央社（页面存档备份，存于）

## 3月10日
- 2008年夏季奧運棒球世界區資格賽第四日賽事，台灣/中華對加拿大之戰於台中洲際棒球場舉行，雙方纏鬥至第十局延長賽，最後以5:6不敵加拿大，吞下比賽首敗。但比賽八局下時，加拿大跑者凡歐斯崔德（Jimmy VanOstrand）衝回本壘不及，結果衝撞中華隊捕手葉君璋，兩隊險爆發衝突。蕃薯藤新聞─中央社１[]２中國時報自由時報
- 臺灣銀行於3月8日舉行的「九十七年新進檢券員考試」驚傳集體電子舞弊案，警政署電信警察隊除逮捕舞弊集團成員15人外，另在考場逮捕就讀台大、成大研究所的4名槍手，以及22名涉嫌舞弊的考生。由於此考試並非國家考試，警方偵訊後依偽造文書罪嫌將41人移送法辦。自由時報PChome新聞─中央社
- 台北市愛國東路法務部舊宿舍「華光社區」於今日凌晨發生大火，經過半小時灌救才撲滅火勢，幸未造成人員傷亡。但適逢台北市政府要求社區內住戶搬遷之時，故此火警遭懷疑為人為縱火。(TVBS(2008/03/10)北市華光社區大火　5戶房陷火海（页面存档备份，存于）)

## 3月9日
- 高雄捷運首條營運路線──高雄捷運紅線小港－橋頭火車站段正式通車，即日起至4月6日開放免費搭乘。新浪新聞─中央社１ （页面存档备份，存于）２（页面存档备份，存于）
- 2008年夏季奧運棒球世界區資格賽第三日賽事，台灣/中華以0:2擊敗德國，取得三連勝。中國時報自由時報

## 3月8日
- 2008年夏季奧運棒球世界區資格賽第二日賽事，台灣/中華以1:6擊敗墨西哥，拿下二連勝。中國時報蕃薯藤新聞─中央社（页面存档备份，存于）

## 3月7日
- 2008年夏季奧運棒球世界區資格賽正式開打，台灣/中華首戰以13:3七局提前擊敗西班牙，獲得首勝。蕃薯藤新聞─中央社

## 3月6日
- 自開賣後頭彩連續槓龜12期的公益彩券威力彩開出頭獎，兩名得獎者平分超過新台幣10.3億的高額獎金。中國時報

## 3月5日
- 行政院主計處公布2008年2月物價指數，其中以美元計算的進口物價年增率達到18.99％，創下27年4個月以來的最高紀錄，也是第二次石油危機以來的新高。中國時報

## 3月4日
- 空軍401聯隊一架F-16戰鬥機晚間於花蓮外海失蹤，少校飛官丁世寶下落不明。蕃薯藤新聞─中廣新聞網（页面存档备份，存于）

## 3月3日
- 關於蘇花高速公路興建案，環保署環評小組對環境差異評估報告進行審查，並傾向有條件通過。由於蘇花高速公路興建與否尚有爭議，故此消息一出，即造成正反雙方兩極化反應。蕃薯藤新聞─中央社（页面存档备份，存于）PChome新聞─中央社（页面存档备份，存于）
- 假借小三通名義從金門偷渡至廈門的高中高中夜校中輟生黃少宇，被臺北縣汐止警方懷疑涉及另一起凶殺案，遭警方移送士林地檢署偵辦。蕃薯藤新聞─中央社自由時報
- 中華職棒La New熊隊選手陳金鋒，由於腰部舊傷未癒，經過專科醫師評估後，確定將退出奧運資格賽台灣代表隊行列。中國時報[永久]聯合報自由時報[]

## 3月2日
- 羅東聖母醫院院長呂鴻基在中華民國兒童保健協會舉辦的研討會中，指出台灣少子化情形嚴重，近六年來未成年人口減少近一成，生育率只有千分之1.1， 為全球最低。自由時報

## 3月1日
- 國內航線航班數即日起再度減少，立榮航空退出台北－高雄線、遠東航空退出台北－台南及高雄－花蓮線、華信航空退出－台東線，其中台中－台東已無空中交通。中國時報自由時報
- 中油表示，依照浮動油價機制計算，3月份國內汽、柴油應調漲幅度為12.6%，但自2007年9月以來累計漲幅已達26.13%，為配合政府上「累計漲幅達12%時即予凍漲」的政策，因此3月國內汽、柴油價格不予調整。蕃薯藤新聞─中央社（页面存档备份，存于）